# Cheonji-dong
Cheonji-dong (koreanska: 천지동) är en stadsdel i staden Seogwipo i provinsen Jeju i den södra delen av Sydkorea, 500 km söder om huvudstaden Seoul. Cheonji-dong ligger på södra delen av ön Jeju.